# Ökonomisch-philosophische Manuskripte aus dem Jahre 1844
Die Ökonomisch-philosophischen Manuskripte aus dem Jahre 1844, auch bekannt unter dem Namen Pariser Manuskripte, wurden von Karl Marx Ende Mai / Anfang Juni bis August 1844 in Paris verfasst und zählen zu den Marxschen „Frühschriften“. Sie waren zur Selbstverständigung bestimmt und wurden zu Lebzeiten nicht veröffentlicht. Teile der Manuskripte sind nur fragmentarisch erhalten.
Dawid Borissowitsch Rjasanow und Siegfried Landshut entdeckten diese Manuskripte Ende der 1920er Jahre unter dem Titel „Nationalökonomie und Philosophie“ im Archiv der SPD und gaben sie 1932 in einer jeweils eigenen Edition der Frühschriften von Marx erstmals heraus.

## Bedeutung
Die Pariser Manuskripte sind das erste Werk von Marx, in dem er die Kritik der Nationalökonomie mit seiner materialistischen Philosophie zu einem eigenen System verbindet.
Sie sind ein Dokument der „Abkehrbewegung des Marxschen Denkens von den Linkshegelianern“ in den Jahren 1843–1845.

## Wichtige Begriffe
Wichtige philosophische und ökonomische Begriffe in den Manuskripten sind Arbeit, Entfremdung, ‚gegenständliches Gattungswesen‘ und Anerkennung, sowie Arbeitslohn, ‚Profit des Capitals‘ und Grundrente.
Entfremdung
Ein zentraler Punkt in den Manuskripten ist eine historisch-materialistische Wendung des Hegelschen Begriffs der Entfremdung. Marx sieht den Arbeiter vierfach entfremdet:
1. vom Produkt seiner Arbeit entfremdet
2. die produzierende Tätigkeit wird etwas Äußerliches
3. die Entfremdung vom menschlichen Gattungswesen
4. Entfremdung von den anderen Menschen.

Die entfremdete bzw. entäußerte Arbeit sieht Marx in dieser Schrift als Ursache des Privateigentums:

„Aber es zeigt sich bei Analyse dieses Begriffes, daß, wenn das Privateigentum als Grund, als Ursache der entäußerten Arbeit erscheint, es vielmehr eine Konsequenz derselben ist, wie auch die Götter ursprünglich nicht die Ursache, sondern die Wirkung der menschlichen Verstandesverirrung sind. [...] Arbeitslohn ist eine unmittelbare Folge der entfremdeten Arbeit, und die entfremdete Arbeit ist die unmittelbare Ursache des Privateigentums.“

## Zusammenfassung
Der Text besteht aus drei Heften, die jedoch nicht komplett erhalten sind sowie einer „Vorrede“.

### Erstes Manuskript
Das erste Heft besteht aus vier Spalten:
Zum Arbeitslohn (1) schreibt Marx: Der Arbeitslohn werde als Ware bestimmt aus dem feindlichen Kampf zwischen Kapitalisten und Arbeitenden. Wenn die Wirtschaft verfalle, dann leiden die Arbeitenden am meisten. Wachse sie, so wüchsen auch Arbeitslast (Verfremdung) und Konkurrenz unter den Arbeitern und viele Kapitalisten würden selbst zu Arbeitern. Da der Arbeiter hier zu einer Maschine herabgesunken sei, könnten Maschinen ihm Konkurrenz machen. Wirtschaftswachstum führe außerdem zu Überproduktion, die periodische Krisen bedinge. Wenn die Wirtschaft stagniere, so sinke aufgrund der hohen Konkurrenz der Arbeitslohn.
Zum Gewinn des Kapitals (2) schreibt er: Kapital sei durch das Recht auf Eigentum erschaffen worden. Sein Gewinn könne erhalten werden durch Monopole, Einzigartigkeit der Ware oder bei konstant hoher Nachfrage. Es könne gesteigert werden durch Weiterverarbeitung in ein höherwertiges Produkt und technologischen Fortschritt. Fortschritt vermehre nicht den Arbeitslohn, sondern den Gewinn des Kapitals. Das Streben Einzelner nach Kapital sei für eine Gesellschaft nicht immer das Nützlichste. Konkurrenz unter Kapitalisten führe zu einer Erhöhung des Arbeitslohns, einer Senkung der Marktpreise, zu einer Verschlechterung der Ware, dem Sinken des Profits und dazu, dass viele Kapitalisten in die Arbeiterklasse hinabsinken würden. Die Akkumulation von Kapitalien führe hingegen zu einem Monopol, das noch mehr Kapital akkumuliere.
Im Kapitel Grundrente (3) stellt er fest, dass Grundeigentümer selbst für die Nutzung des Bodens und das Ernten seiner Früchte einen Preis verlangen würden. Erhöhte Nachfrage erhöhe die Preise und nutze den Grundeigentümern. Dies und die höhere Rentabilität führten zu Akkumulation von Grundbesitz. Die Konkurrenz unter Grundbesitzern mache sie zu Kapitalisten und das Grundeigentum industriell. Somit bildeten sich in der Gesellschaft nur zwei Klassen heraus (Arbeiter und Kapitalisten). Dieser Prozess bedeute das Ende des Feudalismus und den Beginn des Kapitalismus. Unzufriedenheiten würden zu einer Revolution führen, die die Auflösung der Monopole verlange.
Zum Begriff der Entfremdeten Arbeit (4) schreibt Marx, dass der Arbeiter umso ärmer werde je mehr Reichtum er produziere. Er selbst werde eine umso billigere Ware je mehr Waren er erschaffe. Das Ware-Sein entfremde den Arbeiter von seiner produzierenden Tätigkeit und dem Produkt, da es für ihn nicht mehr ein direktes Lebensmittel oder Bedürfnis sei. Seine Freiheit werde vom Zweck zu einem bloßen Mittel. Letztendlich entfremde sich der Mensch von sich selbst.

### Zweites Manuskript
Vom zweiten Heft ist nur ein Kapitel erhalten:
Das Verhältnis des Privateigentums (1) beschreibt Marx so: Der Arbeiter produziere das Kapital und das Kapital produziere ihn. Er arbeite also, um seine Klasse zu erhalten. Täte er das nicht, könnte er nicht existieren. Die Landwirtschaft werde kapitalistisch, da sie nunmehr nicht unfreie Bauern, sondern freie Arbeiter einstelle. Auch stellt er seine Idee vom „historischen Materialismus“ vor, ohne diesen Begriff jedoch zu verwenden. Chronologisch solle sich demnach der Lauf der Geschichte bis zur von ihm vorhergesehenen Revolution in drei Stufen gestalten: 1. Einheit von Arbeit und Kapital (Urkommunismus), 2. Gegensatz von Arbeit und Kapital (Umstellung vom Feudalismus auf den Kapitalismus), 3. Gegensatz eines jeden gegen sich selbst (Kulminationspunkt des Kapitalismus).

### Drittes Manuskript
Das dritte Heft unterteilt sich in sechs Kapitel. Hier setzt Marx einzelne, vorher aufgetauchte Begriffe miteinander in Beziehung:
Zum Privateigentum und Arbeit (1) kritisiert er eine fetischistische Verehrung von Ware durch Nationalökonomen. Diese Wahrnehmung des Kapitalismus sei para-religiös.
In Privateigentum und Kommunismus (2) weist Marx Hegels Universalismus zurück. Es sei nach Hegel nämlich die Aufhebung eines Begriffs nur durch seine Verallgemeinerung möglich. Es würde, so Marx, auch die Aufhebung des Kapitalismus denselben Weg machen wie der Kapitalismus selbst. Um den Kapitalismus tatsächlich zu beseitigen, müssten jedoch alle Entwicklungsstufen, die dorthin geführt haben, jedoch rückwärts noch einmal durchlaufen werden, bis hin zum Kommunismus. Im Kommunismus schließlich gehöre das Privateigentum allen. Im ersten Schritt würden gewaltsam alle individuellen Unterschiede zwischen den Menschen ausgelöscht, indem alle zu Arbeitenden würden. Im zweiten Schritt hebe die Gesellschaft ihre bis jetzt bestehende Demokratie oder Despotie auf, indem sie den Staat aufhebt, in dem es aber immer noch allgemeines Privateigentum gibt. Bis jetzt habe der Kommunismus noch nicht das Wesen der Menschen erfasst. Dies geschehe im dritten Schritt. Hier werde dadurch der Mensch wieder menschlich und natürlich. Im Kommunismus könne der Mensch genießen, ohne zu besitzen. Der nun selbstständige Mensch würde wissen, dass er sich selbst erschaffe, und nicht von einem Gott kreiert wurde.
Zu den Bedürfnissen und Produktion (3) schreibt er: Der kapitalistische Mensch sei abhängig vom Geld, denn ohne es könne er seine Bedürfnisse nicht erfüllen. So verwende er (als Kapitalist) Produkt oder (als Arbeiter) seine Arbeitskraft als Köder, um zu bekommen, womit er seine Bedürfnisse erfüllen könne. Geld werde daher zum einzigen Bedürfnis und natürliche Bedürfnisse würden als Schwäche angesehen. Das Bedürfnis nach Akkumulation von Geld führe dazu, dass natürliche Bedürfnisse wie Unterhaltung, Bewegung oder abwechslungsreiche Ernährung negiert würden.
Zur Teilung der Arbeit (4) schreibt Marx: Die Arbeitsteilung ist nach Smith aus der menschlichen Vernunft entstanden. Sie begründet den Handel. Erst durch diesen entsteht die Gesellschaft. Die Nationalökonomie sieht das Recht auf Privateigentum als Voraussetzung für Handel. Marx gibt diese Ansichten unkommentiert wieder.
Im Kapitel Geld (5) sagt Marx, Geld werde im Kapitalismus oft ontologisch aufgefasst. Denn das Geld könne hier negative Eigenschaften ausgleichen (z. B. Faulheit, Hässlichkeit). Somit verkehre es alles ins Gegenteil: Wollen ohne Geld führe zu nicht können. Nicht wollen mit Geld führe zu können.
Im letzten Kapitel Kritik der Hegel’schen Dialektik und Philosophie (6) stimmt Marx der Hegelkritik Feuerbachs zu: 1. sei die Philosophie als Religionsform eine Entfremdung des Menschen, 2. sollte ein wahrer Materialismus in den menschlichen Verhältnissen übergreifen, 3. bevorzuge Feuerbach das Positive gegenüber der Negation des Negativen. Der Mensch sei also nicht, wie Hegel behauptet, ein geistiges Wesen, sondern ein praktisches. Marx kritisiert darüber hinaus Hegels positive Sicht auf Staat und Religion. Sie dienten nicht der Selbstverwirklichung, sondern seien entfremdend. Verdienste der Hegel’schen Dialektik seien jedoch 1. die These, dass sich der Mensch durch Arbeit selbst erzeuge, 2. die These, dass eine Aufhebung erst durch Verallgemeinerung und später durch ihre eigene Aufhebung abgeschlossen werden könne.

## Ausgaben
- Marx-Engels-Gesamtausgabe. Abteilung 1. Bd. 3. Berlin 1932, S. 29–172.
- Karl Marx. Der historische Materialismus. Die Frühschriften. Hrsg. von S. Landshut und J. P. Mayer. Unter Mitwirkung von F. Salomon. 2 Bde. Alfred Kröner, Leipzig 1932.[3]
- Karl Marx: Ökonomisch-philosophische Manuskripte. 1844; Marx-Engels-Werke Bd. 40 (= MEW Ergänzungsband, 1. Teil), Dietz Verlag, Berlin, ISBN 978-3-320-00245-9, S. 465–588. Marx.WorksMarx studieren
- Karl Marx: Ökonomisch-philosophische Manuskripte. Geschrieben von April bis Aug. 1844. Karl Marx. Nach der Handschrift. Einleitung und Anmerkungen von Joachim Höppner. Reclam, Leipzig 1968. (Reclams Universalbibliothek 448)
- Marx-Engels-Gesamtausgabe. Abteilung I. Bd. 2, Dietz Verlag, Berlin 1982, S. 187–322 [Erste Wiedergabe];[4] S. 323–438 [Zweite Wiedergabe] und [Apparat] S. 685–917.
- Karl Marx: Ökonomisch-philosophische Manuskripte. Hrsg. von Barbara Zehnpfennig. Meiner, Hamburg 2005, ISBN 3-7873-1890-9. (Philosophische Bibliothek 559)